# Comuna de Nowe Miasto
Nowe Miasto (polaco: Gmina Nowe Miasto) é uma gminy (comuna) na Polónia, na voivodia de Mazóvia e no condado de Płoński. A sede do condado é a cidade de Nowe Miasto.
De acordo com os censos de 2004, a comuna tem 4786 habitantes, com uma densidade 40,4 hab/km².

## Área
Estende-se por uma área de 118,35 km², incluindo:
- área agricola: 65%
- área florestal: 26%

## Demografia
Dados de 30 de Junho 2004:
|                      | Total   | Total | Mulheres | Mulheres | Homens  | Homens |
| -------------------- | ------- | ----- | -------- | -------- | ------- | ------ |
|                      | pessoas | %     | pessoas  | %        | pessoas | %      |
| População            | 4786    | 100   | 2352     | 49,1     | 2434    | 50,9   |
| Densidade (pop./km²) | 40,4    | 100   | 19,9     | 19,9     | 20,6    | 20,6   |

De acordo com dados de 2002, o rendimento médio per capita ascendia a 1421,89 zł.

## Comunas vizinhas
- Joniec, Nasielsk, Sochocin, Sońsk, Świercze